# مکس پین (شخصیت)
مکس پین (به انگلیسی: Max Payne)، نام شخصیت اصلی و قهرمان سری بازی‌های نئو-نوآر مکس پین است. این شخصیت نخستین بار در سال ۲۰۰۱ و در بازی ویدئویی مکس پین معرفی شد. این شخصیت توسط خالق سری بازی‌های مکس پین یعنی سم لیک خلق شده‌است. شخصیت مکس پین در دو دنباله دیگر این بازی یعنی مکس پین ۲: سقوط مکس پین و مکس پین ۳ حضور پیدا کرد. همچنین در اقتباس سینمایی از این بازی، مارک والبرگ نقش این شخصیت را ایفا کرد.
بر طبق داستانی اصلی بازی، مکس پین پلیس ان‌وای‌پی‌دی است که به عنوان مأمور ویژه مخفی در اداره مبارزه با مواد مخدر آمریکا مشغول به کار است. بعد از آنکه همسر و دختر خردسالش توسط عده‌ای معتاد به طرز دلخراشی به قتل می‌رسند، پین تبدیل به یک مأمور خودخوانده شده و تصمیم می‌گیرد تا در خیابان‌های نیویورک به دنبال قاتلین عزیزانش بگردد. او در این راه پرخطر با اشخاص زیادی از جمله یک زن اغواگر و آدمکش قراردادی مرموز به اسم مونا سکس آشنا می‌شود.